# Misty May-Treanor

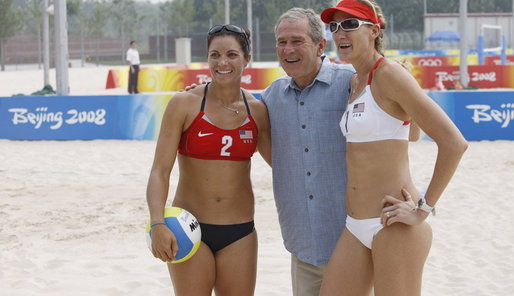
Misty May, George W. Bush et Kerri Walsh aux Jeux olympiques de 2008

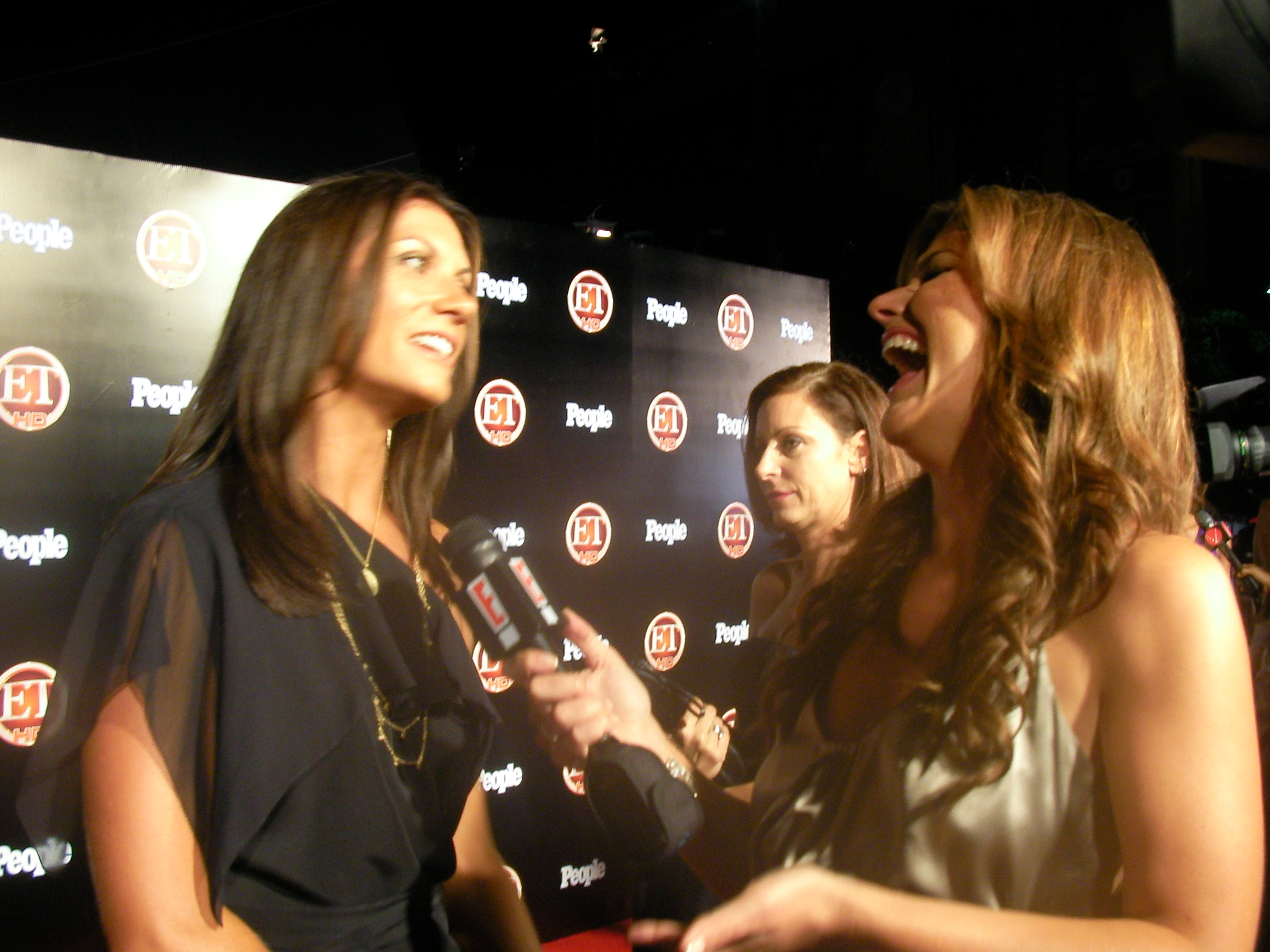
Misty May (à gauche) en 2008

Misty May, née le 30 juillet 1977 à Costa Mesa (Californie), est une joueuse de beach-volley américaine désormais retraitée. Elle est triple championne olympique de la discipline avec sa compatriote Kerri Walsh, le 3e sacre survenant à son retour d'une grave blessure.

## Biographie
Misty May-Treanor rencontre Matt Treanor, célèbre joueur de baseball, en janvier 2004. Ils se marient en novembre 2004. Ils ont deux fils, Brack et Scott.
Elle participé à l'émission américaine,  Dancing with the Stars. Elle a également été la guest star de l'épisode 15 de la deuxième saison de la série Disney Les Sorciers de Waverly Place, en compagnie de Dwayne Johnson.

## Palmarès
- Jeux olympiques d'été
  -  Médaille d'or avec Kerri Walsh des Jeux olympiques de 2012 à Londres
  -  Médaille d'or avec Kerri Walsh des Jeux olympiques de 2008 à Pékin
  -  Médaille d'or avec Kerri Walsh des Jeux olympiques de 2004 à Athènes
  - 5e avec Holly McPeak des Jeux olympiques de 2000 à Sydney

- Championnat du monde
  -  Médaille d'or du Championnat du monde FIVB 2007 à Gstaad
  -  Médaille d'or du Championnat du monde FIVB 2005 à Berlin
  -  Médaille d'or du Championnat du monde FIVB 2003 à Rio de Janeiro
  -  Médaille d'argent du Championnat du monde FIVB 2011 à Rome

- Jeux panaméricains
  -  Médaille de bronze des Jeux panaméricains de 1999 à Winnipeg

## Retraite sportive
Misty May-Treanor a annoncé qu'elle prendrait sa retraite à la fin des Jeux olympiques de Londres. Après avoir conquis la médaille d'or de la discipline avec sa compatriote Kerri Walsh pour la 3e fois (record), elle confirme cette décision peu après sa victoire.

## Vie privée
Elle rejoint l'ONG Wild Aid qui lutte pour la préservation des espèces et des écosystèmes (d'autres athlètes la suivent, comme Tara Kirk, David Durante ou encore Aaron Peirsol).
Elle est mariée au joueur de baseball Matt Treanor.